# Xiaojiang, Guangdong
Xiaojiang är en köping i sydöstra Kina. Den ligger i Yangshan härad i staden Qingyuan i provinsen Guangdong, omkring 180 kilometer nordväst om provinshuvudstaden Guangzhou. Antalet invånare är 23 536. Befolkningen består av 11 767 kvinnor och 11 769 män. Barn under 15 år utgör 19,0 %, vuxna 15-64 år 66 %, och äldre över 65 år 13,0 %.